# 图瓦卢国徽
圖瓦盧國徽是一面盾徽，外围飾有金色边框，框上有筆螺和蕉叶。中間為圖瓦盧傳統的會堂——馬尼巴，下方為水紋。下方的綬帶以圖瓦盧語書以國家格言"Tuvalu mo te Atua"，意思是「圖瓦盧為了上帝」（也是國歌歌名）。

## 历史
1976年12月3日，国徽獲得了紋章院的批准，並獲得了皇家授權。圖瓦盧的國徽在 1995-1996年出現在圖瓦盧國旗上，但是该国旗並不受歡迎。
1. ↑  . editorips@usp.ac.fj https://books.google.com/books?id=6Jk5zERqlKgC. 1983 （英语）. 缺少或|title=为空 (帮助)